# Pelecyphora
Pelecyphora C.Ehrenb. è un genere di piante appartenenti alla famiglia delle Cactaceae. Il suo nome deriva dal greco pélekys (accetta) e phoréo (porto). Originaria del Messico, comprende due specie con fusto globulare e piccole spine crestate.

## Tassonomia
Comprende le seguenti specie:
- Pelecyphora aselliformis C.Ehrenb. - raggiunge circa 5 cm di diametro, di forma globulare che con l'invecchiamento diventa cilindrica, ha tubercoli grigio-verdi appiattiti lateralmente, le spine sono piccole e i fiori hanno un colore violaceo.
- Pelecyphora strobiliformis (Werderm.) Fric & Schelle ex Kreuz.- fusto di forma globulare che raggiunge circa gli 8 cm di diametro; ha tubercoli color grigio-verde a forma di scaglie e areole con piccoli ciuffi pelosi; i fiori hanno petali verdi all'esterno e di color viola all'interno.

### Sinonimi
- Pelecyphora aselliformis var. pectinata (= Mammillaria pectinifera)
- Pelecyphora pectinata (= Mammillaria pectinifera)
- Pelecyphora pseudopectinata (= Turbinicarpus pseudopectinatus)
- Pelecyphora valdeziana (= Turbinicarpus valdezianus)
- Pelecyphora plumosa (= Turbinicarpus valdezianus)
- Pelecyphora pulcherrima (= Turbinicarpus pseudopectinatus var.)

La Pelecyphora pulcherrima, descritta da SABATINI sulla rivista Piante Grasse nel 1991, è stata inserita nel complesso della specie Turbinicarpus pseudopectinatus, ma si caratterizza, da adulta, per una breve ed evidente spina centrale, angolata di 45° rispetto al corpo della pianta.

## Coltivazione
La coltivazione delle Pelecyphora va fatta con terriccio molto drenante composto da terra concimata e una quarta parte di sabbia grossolana e ghiaia. La posizione deve essere assolata e le annaffiature vanno eseguite da marzo a settembre solo quando la terra si presenta asciutta. Nel periodo invernale la loro esposizione dovrà essere sempre molto luminosa e la temperatura non dovrà scendere sotto i 7 °C, mentre le annaffiature andranno sospese.
La moltiplicazione delle Pelecyphora avviene per seme in terriccio sabbioso e fine che va mantenuto umido e in posizione ombreggiata ad una temperatura di 21 °C.  La lunga germinazione produrrà delle piantine che andranno tenute in posizione ombreggiata per tutto il primo anno. Anche se la pianta produce molti polloni, essi faticano a radicare; anche la crescita del seme è molto lenta: per questo tale pianta è molto difficile da rintracciare in commercio.